# 리이퉁 (가수)
리이통(중국어 간체자: 李艺彤, 정체자: 李藝彤, 병음: Lǐ Yìtóng, 한자음: 이예동, 영어: Whitehairpin, 1995년 12월 23일 ~ )는 중국의 배우이자 가수, 무용가이다. 소속사는 STAR48이다. 중국의 걸 그룹 SNH48 및 Seine River의 일원이었다.

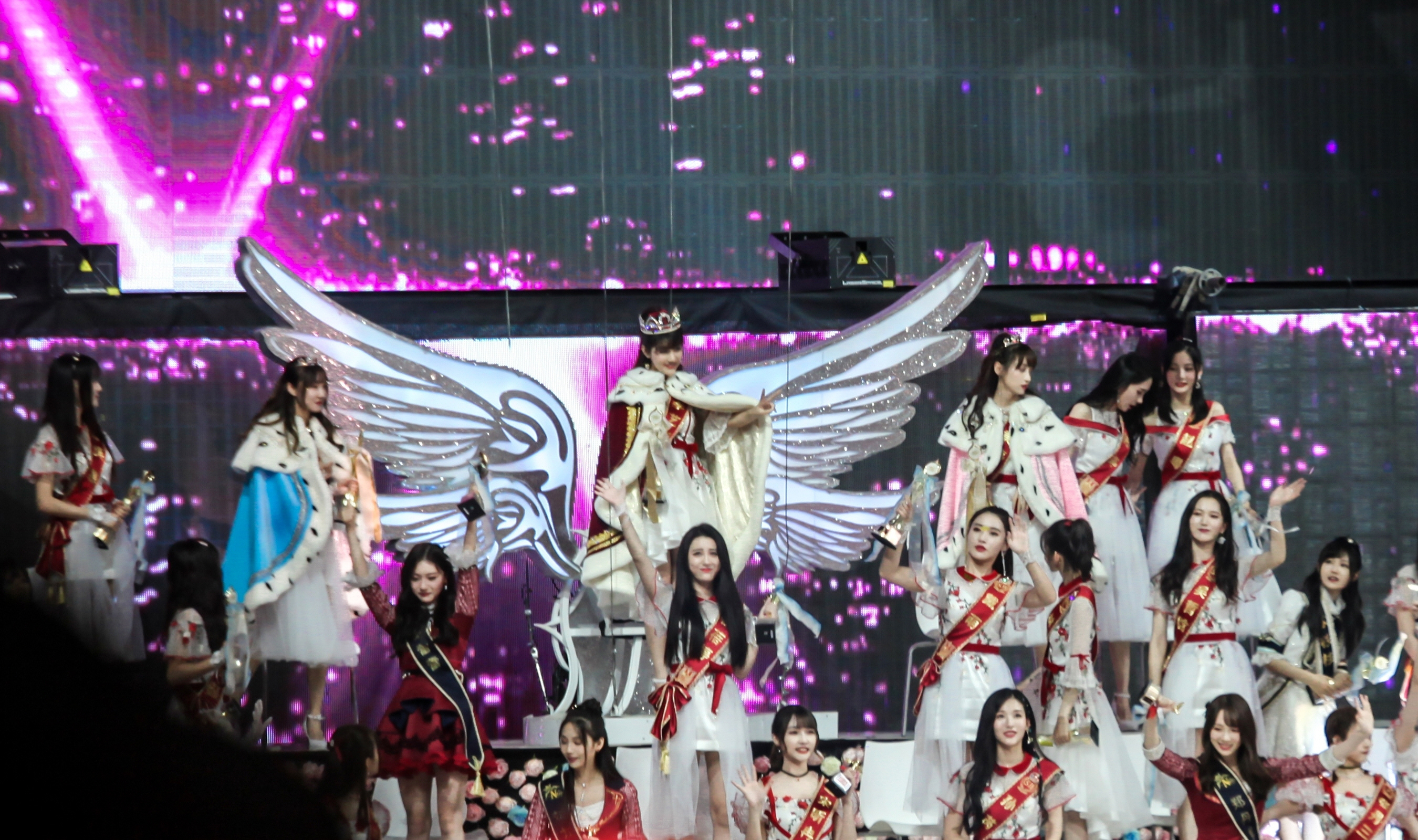
▲ SNH48 Group 제5회 선발 총선거